# 阿迈
阿迈（法語：Amay，法語發音：[amɛ]）是比利时瓦隆大区列日省于伊區的一个市镇，通行法语，是比利时法语社群的一部分，人口14,305人（2018年1月1日）。